# The Sound of Silence
〈The Sound of Silence〉은 미국의 2인조 음악 그룹 사이먼 & 가펑클의 곡이다. 곡은 폴 사이먼이 1963년과 1964년까지 몇달의 기간에 걸쳐 썼다. 스튜디오 오디션을 통해 사이먼 & 가펑클은 컬럼비아 레코드와 음반 계약을 맺었고, 1964년 3월 뉴욕 시의 컬럼비아 스튜디오에서 자신들의 데뷔 앨범 《Wednesday Morning, 3 A.M.》에 수록시키기 위해 녹음되었다.
음반은 1964년 10월에 발매되었고, 상업적으로 실패해 그룹이 해체되는 결말을 낳았다. 폴 사이먼과 아트 가펑클은 자신의 스튜디오가 있는 영국의 컬럼비아 레코드로 돌아갔다. 1965년 봄, 매사추세츠와 플로리다 전역의 방송국에서 방송되기 시작하며 관심을 끌어들인다. 늘어나는 방송 횟수는 곡의 프로듀서 톰 윌슨이 주도했으며, 곡을 밥 딜런의 〈Like a Rolling Stone〉에 참여했던 음악가와 함께 리믹스하고 전기 악기로 오버더빙해 1965년 9월에 발매했다. 사이먼 & 가펑클은 발매될 때까지 아무런 말도 듣지 못했다.
오버더빙 버전은 빌보드 핫 100에서 1966년 1월 1일부터 한 주가 끝날 때까지 1위를 차지했다. 노래의 성공에 힘입어 재결합한 듀오는 두 번째 음반 《Sounds of Silence》을 급히 발표했다. 노래는 전 세계에서 1위 안에 올랐다. 클래식 포크 음악으로 정의되는 이 노래는 2013년 미국 의회도서관의 국립 녹음 등재 목록에 《Sounds of Silence》의 수록곡으로서 추가되었다.
원래 제목은 〈The Sounds of Silence〉였으나 《Simon and Garfunkel's Greatest Hits》부터 재명명된 이름으로 표기되었다.